# La Courneuve
La Courneuve là một xã trong vùng đô thị Paris, thuộc tỉnh Seine-Saint-Denis, vùng hành chính Île-de-France của nước Pháp, có dân số là 35.310 người (thời điểm 1999). Tọa độ địa lý của xã là 48° 55' vĩ độ bắc, 02° 23' kinh độ đông. La Courneuve nằm trên độ cao trung bình là 40 mét trên mực nước biển, có điểm thấp nhất là 29 mét và điểm cao nhất là 60 mét.

## Thông tin nhân khẩu
| 1936   | 1946   | 1954   | 1962   | 1968   | 1975   | 1982   | 1990   | 1999   |
| ------ | ------ | ------ | ------ | ------ | ------ | ------ | ------ | ------ |
| 17 390 | 16 609 | 18 349 | 25 792 | 43 318 | 37 958 | 33 537 | 34 139 | 35 310 |

## Các thành phố kết nghĩa
- Yako, Burkina Faso
- Prešov, Slovakia
- Ocotal, Nicaragua